# Epipactis mairei
Espèce
Epipactis mairei est une espèce d'orchidées du genre Epipactis originaire d'Asie.